# NGC 4026
NGC 4026 é uma galáxia espiral localizada a cerca de quarenta e dois milhões de anos-luz (aproximadamente 12,87 megaparsecs) de distância na direção da constelação de Ursa Maior. Possui uma magnitude aparente de 10,7, uma declinação de +50º 57' 42" e uma ascensão reta de 11 horas, 59 minutos e 25,1 segundos.